# Lydia Gouardo
Lydia Gouardo (Maisons-Alfort, Val-de-Marne, 13 de noviembre de 1962) es una mujer francesa que fue recluida durante 28 años, violada y torturada por su padrastro, Raymond Gouardo, en su casa de Meaux y Coulommes en Seine et Marne. El abuso tuvo lugar de 1971 a 1999.

## Antecedentes y desaparición
En 1956, Raymond Gouardo y Jacqueline se casaron. La pareja tuvo dos hijos, Bruno y Nadia. En 1962, mientras Raymond Gouardo cumplía cinco años de prisión por robo a mano armada, Jacqueline le dijo que estaba embarazada de otro hombre. Raymond, sin embargo, reconoció a la niña, Lydia, que nació el 13 de noviembre de 1962 en Maisons-Alfort.
Después de salir de la cárcel, Raymond, que se separó de la madre de Lydia, y se casó con una visitante de la prisión, Lucienne Ulpat, quería volver a ver a sus hijos, que fueron abandonados por Jacqueline y colocados por el departamento de Asuntos Sociales en una familia de acogida. Una noche, Raymond fue a recogerlos armado con un arma cargada, y obligó a la familia de acogida a devolverle sus hijos. 
En 1975, la familia se trasladó a una antigua granja en el pueblo de Coulommes, comprada a crédito con la ayuda de la pensión de invalidez de Raymond. Allí, hasta 1999, año en que murió de un infarto, Raymond Gouardo golpeó y violó a sus hijos. Bruno se escapó de casa cuando tenía 15 años, Nadia a los 18. 
Producto de las violaciones, seis niños nacieron entre 1982 y 1996 de Lydia y su padrastro. Para evitar su huida, la encadenaba a una viga en el ático durante varios días.
Durante su aprisionamiento, escapó y llamó a la asistencia legal, pero su padrastro la volvió a recluir en su residencia familiar en Melun. Finalmente, quedó liberada en 1999 cuando su padrastro murió. 
Los abusos comenzaron cuando tenía ocho años. Durante su confinamiento Lydia se escapó varias veces y pidió ayuda legal. Tras la segunda fuga, Raymond la encerró en el ático durante seis meses. Según se informa, fue a la gendarmería pidiendo ayuda en varias ocasiones. Sin embargo, se dice que las fuerzas del orden la entregaron de nuevo a su torturador, por miedo a su padrastro y que ni el sistema judicial, ni la asistencia social, ni las personas que rodeaban a la familia actuaron para protegerla.
Lydia conserva las cicatrices de su tortura desde el cuello hasta los tobillos, donde su captor la había quemado con agua hirviendo y ácido clorhídrico.

## Secuelas
Escribió un libro sobre su historia, Le silence des autres (El silencio de los otros), con el periodista y escritor francés Jean-Michel Caradec'h en 2008. Admitió que fue la noticia mundial del caso Fritzl lo que la hizo hablar; dijo que quería ser amiga de Elisabeth Fritzl porque se sentiría menos sola y podría apoyarla. Gouardo cree que el mundo «ignoró su calvario» como víctima de incesto y abuso.
En su libro critica a los medios de comunicación y a las autoridades por descuidar su caso, si no hubiera sido por el caso Fritzl.
Su madrastra Lucienne fue condenada en un juicio a puerta cerrada por no haber denunciado los delitos que conocía y por abuso sexual contra uno de los hijos de Lydia, y se le impuso una pena de cuatro años de cárcel con suspensión de la pena.
La policía también sospechó de Raymond Gouardo en el asesinato de otras cuatro chicas en la zona de París en 1987. Las pruebas de ADN de una de las víctimas no han mostrado ningún vínculo con Gouardo y otras pruebas son circunstanciales.
Tras los juicios y el asunto Fritzl, la indignación mediática cayó sobre los habitantes de Coulommes, donde vivía la familia y la ciudad de Meaux, donde trabajaba el padre.
Léonore Le Caisne, etnólogo del CNRS, publicó un libro sobre el caso: Un incesto ordinario. Y aún así todo el mundo lo sabía, Belin, 2014. Basándose en una encuesta etnográfica de un año de duración en la aldea de Coulommes et Meaux, el investigador trató de comprender por qué, si bien todos (habitantes y funcionarios electos) «sabían» que Raymond Gouardo «hacía niños con su hija», nadie informó de los hechos. Lydia ha reconstruido su vida con Sylvain Skirlo, con quien tiene dos hijos.